# Андерсон, Джеральд Франк
Джеральд Франк Андерсон (англ. Gerald Frank Anderson, 24 февраля 1898, Ньюкасл (ЮАР) — 23 августа 1983, Страуд) — британский шахматный композитор, военный лётчик-ас и дипломат. Международный арбитр (1960), международный мастер (1975) по шахматной композиции.
Родился в Южной Африке. В период Первой мировой войны служил в Королевских военно-воздушных силах Великобритании. Награждён крестом «За выдающиеся лётные заслуги». Впоследствии поступил на службу в Министерство иностранных дел, сделал дипломатическую карьеру, работал в британских посольствах в Париже, Мадриде, Лиссабоне, Тегеране, Риме и Вашингтоне. Кавалер Ордена Британской империи.
Первую композицию Андерсон опубликовал в возрасте 14 лет и вскоре стал известен своими работами в областях двух- и трёхходовок, обратных и рефлексных матов, сказочных шахмат, особенно в редком жанре «кригшпиль». Всего опубликовал свыше 500 задач. В 1960 году ему было присвоено звание международного арбитра, а в 1975 году — международного мастера по шахматной композиции. Автор сборника своих задач Adventures of my Chessmen, 1914—1923 (Stroud, 1924) и посвящённой кригшпилю книги Are there any? (Stroud, 1958). Последнюю Роберт Фишер считал лучшей книгой шахматных задач, которую он видел. 9 марта 1946 года в британском посольстве в Лиссабоне Андерсон принимал участие в сеансе одновременной игры против чемпиона мира Александра Алехина, их поединок стал известен как последняя опубликованная партия Алехина.

## Творчество
|   | a | b | c | d | e | f | g | h |   |
| - | --- | --- | --- | --- | --- | --- | --- | --- | - |
| 8 | c7 белый король · e7 белый ферзь · f7 чёрная пешка · h7 чёрный слон · c6 чёрная пешка · b5 чёрный король · a3 белая ладья · b3 белый слон · c3 чёрная пешка · g3 чёрная ладья · b1 белая ладья | c7 белый король · e7 белый ферзь · f7 чёрная пешка · h7 чёрный слон · c6 чёрная пешка · b5 чёрный король · a3 белая ладья · b3 белый слон · c3 чёрная пешка · g3 чёрная ладья · b1 белая ладья | c7 белый король · e7 белый ферзь · f7 чёрная пешка · h7 чёрный слон · c6 чёрная пешка · b5 чёрный король · a3 белая ладья · b3 белый слон · c3 чёрная пешка · g3 чёрная ладья · b1 белая ладья | c7 белый король · e7 белый ферзь · f7 чёрная пешка · h7 чёрный слон · c6 чёрная пешка · b5 чёрный король · a3 белая ладья · b3 белый слон · c3 чёрная пешка · g3 чёрная ладья · b1 белая ладья | c7 белый король · e7 белый ферзь · f7 чёрная пешка · h7 чёрный слон · c6 чёрная пешка · b5 чёрный король · a3 белая ладья · b3 белый слон · c3 чёрная пешка · g3 чёрная ладья · b1 белая ладья | c7 белый король · e7 белый ферзь · f7 чёрная пешка · h7 чёрный слон · c6 чёрная пешка · b5 чёрный король · a3 белая ладья · b3 белый слон · c3 чёрная пешка · g3 чёрная ладья · b1 белая ладья | c7 белый король · e7 белый ферзь · f7 чёрная пешка · h7 чёрный слон · c6 чёрная пешка · b5 чёрный король · a3 белая ладья · b3 белый слон · c3 чёрная пешка · g3 чёрная ладья · b1 белая ладья | c7 белый король · e7 белый ферзь · f7 чёрная пешка · h7 чёрный слон · c6 чёрная пешка · b5 чёрный король · a3 белая ладья · b3 белый слон · c3 чёрная пешка · g3 чёрная ладья · b1 белая ладья | 8 |
| 7 | c7 белый король · e7 белый ферзь · f7 чёрная пешка · h7 чёрный слон · c6 чёрная пешка · b5 чёрный король · a3 белая ладья · b3 белый слон · c3 чёрная пешка · g3 чёрная ладья · b1 белая ладья | c7 белый король · e7 белый ферзь · f7 чёрная пешка · h7 чёрный слон · c6 чёрная пешка · b5 чёрный король · a3 белая ладья · b3 белый слон · c3 чёрная пешка · g3 чёрная ладья · b1 белая ладья | c7 белый король · e7 белый ферзь · f7 чёрная пешка · h7 чёрный слон · c6 чёрная пешка · b5 чёрный король · a3 белая ладья · b3 белый слон · c3 чёрная пешка · g3 чёрная ладья · b1 белая ладья | c7 белый король · e7 белый ферзь · f7 чёрная пешка · h7 чёрный слон · c6 чёрная пешка · b5 чёрный король · a3 белая ладья · b3 белый слон · c3 чёрная пешка · g3 чёрная ладья · b1 белая ладья | c7 белый король · e7 белый ферзь · f7 чёрная пешка · h7 чёрный слон · c6 чёрная пешка · b5 чёрный король · a3 белая ладья · b3 белый слон · c3 чёрная пешка · g3 чёрная ладья · b1 белая ладья | c7 белый король · e7 белый ферзь · f7 чёрная пешка · h7 чёрный слон · c6 чёрная пешка · b5 чёрный король · a3 белая ладья · b3 белый слон · c3 чёрная пешка · g3 чёрная ладья · b1 белая ладья | c7 белый король · e7 белый ферзь · f7 чёрная пешка · h7 чёрный слон · c6 чёрная пешка · b5 чёрный король · a3 белая ладья · b3 белый слон · c3 чёрная пешка · g3 чёрная ладья · b1 белая ладья | c7 белый король · e7 белый ферзь · f7 чёрная пешка · h7 чёрный слон · c6 чёрная пешка · b5 чёрный король · a3 белая ладья · b3 белый слон · c3 чёрная пешка · g3 чёрная ладья · b1 белая ладья | 7 |
| 6 | c7 белый король · e7 белый ферзь · f7 чёрная пешка · h7 чёрный слон · c6 чёрная пешка · b5 чёрный король · a3 белая ладья · b3 белый слон · c3 чёрная пешка · g3 чёрная ладья · b1 белая ладья | c7 белый король · e7 белый ферзь · f7 чёрная пешка · h7 чёрный слон · c6 чёрная пешка · b5 чёрный король · a3 белая ладья · b3 белый слон · c3 чёрная пешка · g3 чёрная ладья · b1 белая ладья | c7 белый король · e7 белый ферзь · f7 чёрная пешка · h7 чёрный слон · c6 чёрная пешка · b5 чёрный король · a3 белая ладья · b3 белый слон · c3 чёрная пешка · g3 чёрная ладья · b1 белая ладья | c7 белый король · e7 белый ферзь · f7 чёрная пешка · h7 чёрный слон · c6 чёрная пешка · b5 чёрный король · a3 белая ладья · b3 белый слон · c3 чёрная пешка · g3 чёрная ладья · b1 белая ладья | c7 белый король · e7 белый ферзь · f7 чёрная пешка · h7 чёрный слон · c6 чёрная пешка · b5 чёрный король · a3 белая ладья · b3 белый слон · c3 чёрная пешка · g3 чёрная ладья · b1 белая ладья | c7 белый король · e7 белый ферзь · f7 чёрная пешка · h7 чёрный слон · c6 чёрная пешка · b5 чёрный король · a3 белая ладья · b3 белый слон · c3 чёрная пешка · g3 чёрная ладья · b1 белая ладья | c7 белый король · e7 белый ферзь · f7 чёрная пешка · h7 чёрный слон · c6 чёрная пешка · b5 чёрный король · a3 белая ладья · b3 белый слон · c3 чёрная пешка · g3 чёрная ладья · b1 белая ладья | c7 белый король · e7 белый ферзь · f7 чёрная пешка · h7 чёрный слон · c6 чёрная пешка · b5 чёрный король · a3 белая ладья · b3 белый слон · c3 чёрная пешка · g3 чёрная ладья · b1 белая ладья | 6 |
| 5 | c7 белый король · e7 белый ферзь · f7 чёрная пешка · h7 чёрный слон · c6 чёрная пешка · b5 чёрный король · a3 белая ладья · b3 белый слон · c3 чёрная пешка · g3 чёрная ладья · b1 белая ладья | c7 белый король · e7 белый ферзь · f7 чёрная пешка · h7 чёрный слон · c6 чёрная пешка · b5 чёрный король · a3 белая ладья · b3 белый слон · c3 чёрная пешка · g3 чёрная ладья · b1 белая ладья | c7 белый король · e7 белый ферзь · f7 чёрная пешка · h7 чёрный слон · c6 чёрная пешка · b5 чёрный король · a3 белая ладья · b3 белый слон · c3 чёрная пешка · g3 чёрная ладья · b1 белая ладья | c7 белый король · e7 белый ферзь · f7 чёрная пешка · h7 чёрный слон · c6 чёрная пешка · b5 чёрный король · a3 белая ладья · b3 белый слон · c3 чёрная пешка · g3 чёрная ладья · b1 белая ладья | c7 белый король · e7 белый ферзь · f7 чёрная пешка · h7 чёрный слон · c6 чёрная пешка · b5 чёрный король · a3 белая ладья · b3 белый слон · c3 чёрная пешка · g3 чёрная ладья · b1 белая ладья | c7 белый король · e7 белый ферзь · f7 чёрная пешка · h7 чёрный слон · c6 чёрная пешка · b5 чёрный король · a3 белая ладья · b3 белый слон · c3 чёрная пешка · g3 чёрная ладья · b1 белая ладья | c7 белый король · e7 белый ферзь · f7 чёрная пешка · h7 чёрный слон · c6 чёрная пешка · b5 чёрный король · a3 белая ладья · b3 белый слон · c3 чёрная пешка · g3 чёрная ладья · b1 белая ладья | c7 белый король · e7 белый ферзь · f7 чёрная пешка · h7 чёрный слон · c6 чёрная пешка · b5 чёрный король · a3 белая ладья · b3 белый слон · c3 чёрная пешка · g3 чёрная ладья · b1 белая ладья | 5 |
| 4 | c7 белый король · e7 белый ферзь · f7 чёрная пешка · h7 чёрный слон · c6 чёрная пешка · b5 чёрный король · a3 белая ладья · b3 белый слон · c3 чёрная пешка · g3 чёрная ладья · b1 белая ладья | c7 белый король · e7 белый ферзь · f7 чёрная пешка · h7 чёрный слон · c6 чёрная пешка · b5 чёрный король · a3 белая ладья · b3 белый слон · c3 чёрная пешка · g3 чёрная ладья · b1 белая ладья | c7 белый король · e7 белый ферзь · f7 чёрная пешка · h7 чёрный слон · c6 чёрная пешка · b5 чёрный король · a3 белая ладья · b3 белый слон · c3 чёрная пешка · g3 чёрная ладья · b1 белая ладья | c7 белый король · e7 белый ферзь · f7 чёрная пешка · h7 чёрный слон · c6 чёрная пешка · b5 чёрный король · a3 белая ладья · b3 белый слон · c3 чёрная пешка · g3 чёрная ладья · b1 белая ладья | c7 белый король · e7 белый ферзь · f7 чёрная пешка · h7 чёрный слон · c6 чёрная пешка · b5 чёрный король · a3 белая ладья · b3 белый слон · c3 чёрная пешка · g3 чёрная ладья · b1 белая ладья | c7 белый король · e7 белый ферзь · f7 чёрная пешка · h7 чёрный слон · c6 чёрная пешка · b5 чёрный король · a3 белая ладья · b3 белый слон · c3 чёрная пешка · g3 чёрная ладья · b1 белая ладья | c7 белый король · e7 белый ферзь · f7 чёрная пешка · h7 чёрный слон · c6 чёрная пешка · b5 чёрный король · a3 белая ладья · b3 белый слон · c3 чёрная пешка · g3 чёрная ладья · b1 белая ладья | c7 белый король · e7 белый ферзь · f7 чёрная пешка · h7 чёрный слон · c6 чёрная пешка · b5 чёрный король · a3 белая ладья · b3 белый слон · c3 чёрная пешка · g3 чёрная ладья · b1 белая ладья | 4 |
| 3 | c7 белый король · e7 белый ферзь · f7 чёрная пешка · h7 чёрный слон · c6 чёрная пешка · b5 чёрный король · a3 белая ладья · b3 белый слон · c3 чёрная пешка · g3 чёрная ладья · b1 белая ладья | c7 белый король · e7 белый ферзь · f7 чёрная пешка · h7 чёрный слон · c6 чёрная пешка · b5 чёрный король · a3 белая ладья · b3 белый слон · c3 чёрная пешка · g3 чёрная ладья · b1 белая ладья | c7 белый король · e7 белый ферзь · f7 чёрная пешка · h7 чёрный слон · c6 чёрная пешка · b5 чёрный король · a3 белая ладья · b3 белый слон · c3 чёрная пешка · g3 чёрная ладья · b1 белая ладья | c7 белый король · e7 белый ферзь · f7 чёрная пешка · h7 чёрный слон · c6 чёрная пешка · b5 чёрный король · a3 белая ладья · b3 белый слон · c3 чёрная пешка · g3 чёрная ладья · b1 белая ладья | c7 белый король · e7 белый ферзь · f7 чёрная пешка · h7 чёрный слон · c6 чёрная пешка · b5 чёрный король · a3 белая ладья · b3 белый слон · c3 чёрная пешка · g3 чёрная ладья · b1 белая ладья | c7 белый король · e7 белый ферзь · f7 чёрная пешка · h7 чёрный слон · c6 чёрная пешка · b5 чёрный король · a3 белая ладья · b3 белый слон · c3 чёрная пешка · g3 чёрная ладья · b1 белая ладья | c7 белый король · e7 белый ферзь · f7 чёрная пешка · h7 чёрный слон · c6 чёрная пешка · b5 чёрный король · a3 белая ладья · b3 белый слон · c3 чёрная пешка · g3 чёрная ладья · b1 белая ладья | c7 белый король · e7 белый ферзь · f7 чёрная пешка · h7 чёрный слон · c6 чёрная пешка · b5 чёрный король · a3 белая ладья · b3 белый слон · c3 чёрная пешка · g3 чёрная ладья · b1 белая ладья | 3 |
| 2 | c7 белый король · e7 белый ферзь · f7 чёрная пешка · h7 чёрный слон · c6 чёрная пешка · b5 чёрный король · a3 белая ладья · b3 белый слон · c3 чёрная пешка · g3 чёрная ладья · b1 белая ладья | c7 белый король · e7 белый ферзь · f7 чёрная пешка · h7 чёрный слон · c6 чёрная пешка · b5 чёрный король · a3 белая ладья · b3 белый слон · c3 чёрная пешка · g3 чёрная ладья · b1 белая ладья | c7 белый король · e7 белый ферзь · f7 чёрная пешка · h7 чёрный слон · c6 чёрная пешка · b5 чёрный король · a3 белая ладья · b3 белый слон · c3 чёрная пешка · g3 чёрная ладья · b1 белая ладья | c7 белый король · e7 белый ферзь · f7 чёрная пешка · h7 чёрный слон · c6 чёрная пешка · b5 чёрный король · a3 белая ладья · b3 белый слон · c3 чёрная пешка · g3 чёрная ладья · b1 белая ладья | c7 белый король · e7 белый ферзь · f7 чёрная пешка · h7 чёрный слон · c6 чёрная пешка · b5 чёрный король · a3 белая ладья · b3 белый слон · c3 чёрная пешка · g3 чёрная ладья · b1 белая ладья | c7 белый король · e7 белый ферзь · f7 чёрная пешка · h7 чёрный слон · c6 чёрная пешка · b5 чёрный король · a3 белая ладья · b3 белый слон · c3 чёрная пешка · g3 чёрная ладья · b1 белая ладья | c7 белый король · e7 белый ферзь · f7 чёрная пешка · h7 чёрный слон · c6 чёрная пешка · b5 чёрный король · a3 белая ладья · b3 белый слон · c3 чёрная пешка · g3 чёрная ладья · b1 белая ладья | c7 белый король · e7 белый ферзь · f7 чёрная пешка · h7 чёрный слон · c6 чёрная пешка · b5 чёрный король · a3 белая ладья · b3 белый слон · c3 чёрная пешка · g3 чёрная ладья · b1 белая ладья | 2 |
| 1 | c7 белый король · e7 белый ферзь · f7 чёрная пешка · h7 чёрный слон · c6 чёрная пешка · b5 чёрный король · a3 белая ладья · b3 белый слон · c3 чёрная пешка · g3 чёрная ладья · b1 белая ладья | c7 белый король · e7 белый ферзь · f7 чёрная пешка · h7 чёрный слон · c6 чёрная пешка · b5 чёрный король · a3 белая ладья · b3 белый слон · c3 чёрная пешка · g3 чёрная ладья · b1 белая ладья | c7 белый король · e7 белый ферзь · f7 чёрная пешка · h7 чёрный слон · c6 чёрная пешка · b5 чёрный король · a3 белая ладья · b3 белый слон · c3 чёрная пешка · g3 чёрная ладья · b1 белая ладья | c7 белый король · e7 белый ферзь · f7 чёрная пешка · h7 чёрный слон · c6 чёрная пешка · b5 чёрный король · a3 белая ладья · b3 белый слон · c3 чёрная пешка · g3 чёрная ладья · b1 белая ладья | c7 белый король · e7 белый ферзь · f7 чёрная пешка · h7 чёрный слон · c6 чёрная пешка · b5 чёрный король · a3 белая ладья · b3 белый слон · c3 чёрная пешка · g3 чёрная ладья · b1 белая ладья | c7 белый король · e7 белый ферзь · f7 чёрная пешка · h7 чёрный слон · c6 чёрная пешка · b5 чёрный король · a3 белая ладья · b3 белый слон · c3 чёрная пешка · g3 чёрная ладья · b1 белая ладья | c7 белый король · e7 белый ферзь · f7 чёрная пешка · h7 чёрный слон · c6 чёрная пешка · b5 чёрный король · a3 белая ладья · b3 белый слон · c3 чёрная пешка · g3 чёрная ладья · b1 белая ладья | c7 белый король · e7 белый ферзь · f7 чёрная пешка · h7 чёрный слон · c6 чёрная пешка · b5 чёрный король · a3 белая ладья · b3 белый слон · c3 чёрная пешка · g3 чёрная ладья · b1 белая ладья | 1 |
|   | a | b | c | d | e | f | g | h |   |

«Классическая задача с великолепным тематическим вступлением, после которого белый король оказывается под шахами, а у чёрного визави появляются два свободных поля» (Владимиров Я. «1000 шахматных задач»). 

Решение: 1.Kpd6! угроза 2.Фb7# 

1…Лd3+ 2.Cd5# 

1…Лg6+ 2.Ce6# 

1…Kpb6 2.Cc2# 

1…Kpb4 2.Kp: c6#
|   | a | b | c | d | e | f | g | h |   |
| - | --- | --- | --- | --- | --- | --- | --- | --- | - |
| 8 | g6 чёрная пешка · g5 чёрная пешка · g4 чёрная пешка · g3 чёрный король · g2 белая пешка · c1 белый слон · d1 белый слон · e1 белый король · h1 белая ладья | g6 чёрная пешка · g5 чёрная пешка · g4 чёрная пешка · g3 чёрный король · g2 белая пешка · c1 белый слон · d1 белый слон · e1 белый король · h1 белая ладья | g6 чёрная пешка · g5 чёрная пешка · g4 чёрная пешка · g3 чёрный король · g2 белая пешка · c1 белый слон · d1 белый слон · e1 белый король · h1 белая ладья | g6 чёрная пешка · g5 чёрная пешка · g4 чёрная пешка · g3 чёрный король · g2 белая пешка · c1 белый слон · d1 белый слон · e1 белый король · h1 белая ладья | g6 чёрная пешка · g5 чёрная пешка · g4 чёрная пешка · g3 чёрный король · g2 белая пешка · c1 белый слон · d1 белый слон · e1 белый король · h1 белая ладья | g6 чёрная пешка · g5 чёрная пешка · g4 чёрная пешка · g3 чёрный король · g2 белая пешка · c1 белый слон · d1 белый слон · e1 белый король · h1 белая ладья | g6 чёрная пешка · g5 чёрная пешка · g4 чёрная пешка · g3 чёрный король · g2 белая пешка · c1 белый слон · d1 белый слон · e1 белый король · h1 белая ладья | g6 чёрная пешка · g5 чёрная пешка · g4 чёрная пешка · g3 чёрный король · g2 белая пешка · c1 белый слон · d1 белый слон · e1 белый король · h1 белая ладья | 8 |
| 7 | g6 чёрная пешка · g5 чёрная пешка · g4 чёрная пешка · g3 чёрный король · g2 белая пешка · c1 белый слон · d1 белый слон · e1 белый король · h1 белая ладья | g6 чёрная пешка · g5 чёрная пешка · g4 чёрная пешка · g3 чёрный король · g2 белая пешка · c1 белый слон · d1 белый слон · e1 белый король · h1 белая ладья | g6 чёрная пешка · g5 чёрная пешка · g4 чёрная пешка · g3 чёрный король · g2 белая пешка · c1 белый слон · d1 белый слон · e1 белый король · h1 белая ладья | g6 чёрная пешка · g5 чёрная пешка · g4 чёрная пешка · g3 чёрный король · g2 белая пешка · c1 белый слон · d1 белый слон · e1 белый король · h1 белая ладья | g6 чёрная пешка · g5 чёрная пешка · g4 чёрная пешка · g3 чёрный король · g2 белая пешка · c1 белый слон · d1 белый слон · e1 белый король · h1 белая ладья | g6 чёрная пешка · g5 чёрная пешка · g4 чёрная пешка · g3 чёрный король · g2 белая пешка · c1 белый слон · d1 белый слон · e1 белый король · h1 белая ладья | g6 чёрная пешка · g5 чёрная пешка · g4 чёрная пешка · g3 чёрный король · g2 белая пешка · c1 белый слон · d1 белый слон · e1 белый король · h1 белая ладья | g6 чёрная пешка · g5 чёрная пешка · g4 чёрная пешка · g3 чёрный король · g2 белая пешка · c1 белый слон · d1 белый слон · e1 белый король · h1 белая ладья | 7 |
| 6 | g6 чёрная пешка · g5 чёрная пешка · g4 чёрная пешка · g3 чёрный король · g2 белая пешка · c1 белый слон · d1 белый слон · e1 белый король · h1 белая ладья | g6 чёрная пешка · g5 чёрная пешка · g4 чёрная пешка · g3 чёрный король · g2 белая пешка · c1 белый слон · d1 белый слон · e1 белый король · h1 белая ладья | g6 чёрная пешка · g5 чёрная пешка · g4 чёрная пешка · g3 чёрный король · g2 белая пешка · c1 белый слон · d1 белый слон · e1 белый король · h1 белая ладья | g6 чёрная пешка · g5 чёрная пешка · g4 чёрная пешка · g3 чёрный король · g2 белая пешка · c1 белый слон · d1 белый слон · e1 белый король · h1 белая ладья | g6 чёрная пешка · g5 чёрная пешка · g4 чёрная пешка · g3 чёрный король · g2 белая пешка · c1 белый слон · d1 белый слон · e1 белый король · h1 белая ладья | g6 чёрная пешка · g5 чёрная пешка · g4 чёрная пешка · g3 чёрный король · g2 белая пешка · c1 белый слон · d1 белый слон · e1 белый король · h1 белая ладья | g6 чёрная пешка · g5 чёрная пешка · g4 чёрная пешка · g3 чёрный король · g2 белая пешка · c1 белый слон · d1 белый слон · e1 белый король · h1 белая ладья | g6 чёрная пешка · g5 чёрная пешка · g4 чёрная пешка · g3 чёрный король · g2 белая пешка · c1 белый слон · d1 белый слон · e1 белый король · h1 белая ладья | 6 |
| 5 | g6 чёрная пешка · g5 чёрная пешка · g4 чёрная пешка · g3 чёрный король · g2 белая пешка · c1 белый слон · d1 белый слон · e1 белый король · h1 белая ладья | g6 чёрная пешка · g5 чёрная пешка · g4 чёрная пешка · g3 чёрный король · g2 белая пешка · c1 белый слон · d1 белый слон · e1 белый король · h1 белая ладья | g6 чёрная пешка · g5 чёрная пешка · g4 чёрная пешка · g3 чёрный король · g2 белая пешка · c1 белый слон · d1 белый слон · e1 белый король · h1 белая ладья | g6 чёрная пешка · g5 чёрная пешка · g4 чёрная пешка · g3 чёрный король · g2 белая пешка · c1 белый слон · d1 белый слон · e1 белый король · h1 белая ладья | g6 чёрная пешка · g5 чёрная пешка · g4 чёрная пешка · g3 чёрный король · g2 белая пешка · c1 белый слон · d1 белый слон · e1 белый король · h1 белая ладья | g6 чёрная пешка · g5 чёрная пешка · g4 чёрная пешка · g3 чёрный король · g2 белая пешка · c1 белый слон · d1 белый слон · e1 белый король · h1 белая ладья | g6 чёрная пешка · g5 чёрная пешка · g4 чёрная пешка · g3 чёрный король · g2 белая пешка · c1 белый слон · d1 белый слон · e1 белый король · h1 белая ладья | g6 чёрная пешка · g5 чёрная пешка · g4 чёрная пешка · g3 чёрный король · g2 белая пешка · c1 белый слон · d1 белый слон · e1 белый король · h1 белая ладья | 5 |
| 4 | g6 чёрная пешка · g5 чёрная пешка · g4 чёрная пешка · g3 чёрный король · g2 белая пешка · c1 белый слон · d1 белый слон · e1 белый король · h1 белая ладья | g6 чёрная пешка · g5 чёрная пешка · g4 чёрная пешка · g3 чёрный король · g2 белая пешка · c1 белый слон · d1 белый слон · e1 белый король · h1 белая ладья | g6 чёрная пешка · g5 чёрная пешка · g4 чёрная пешка · g3 чёрный король · g2 белая пешка · c1 белый слон · d1 белый слон · e1 белый король · h1 белая ладья | g6 чёрная пешка · g5 чёрная пешка · g4 чёрная пешка · g3 чёрный король · g2 белая пешка · c1 белый слон · d1 белый слон · e1 белый король · h1 белая ладья | g6 чёрная пешка · g5 чёрная пешка · g4 чёрная пешка · g3 чёрный король · g2 белая пешка · c1 белый слон · d1 белый слон · e1 белый король · h1 белая ладья | g6 чёрная пешка · g5 чёрная пешка · g4 чёрная пешка · g3 чёрный король · g2 белая пешка · c1 белый слон · d1 белый слон · e1 белый король · h1 белая ладья | g6 чёрная пешка · g5 чёрная пешка · g4 чёрная пешка · g3 чёрный король · g2 белая пешка · c1 белый слон · d1 белый слон · e1 белый король · h1 белая ладья | g6 чёрная пешка · g5 чёрная пешка · g4 чёрная пешка · g3 чёрный король · g2 белая пешка · c1 белый слон · d1 белый слон · e1 белый король · h1 белая ладья | 4 |
| 3 | g6 чёрная пешка · g5 чёрная пешка · g4 чёрная пешка · g3 чёрный король · g2 белая пешка · c1 белый слон · d1 белый слон · e1 белый король · h1 белая ладья | g6 чёрная пешка · g5 чёрная пешка · g4 чёрная пешка · g3 чёрный король · g2 белая пешка · c1 белый слон · d1 белый слон · e1 белый король · h1 белая ладья | g6 чёрная пешка · g5 чёрная пешка · g4 чёрная пешка · g3 чёрный король · g2 белая пешка · c1 белый слон · d1 белый слон · e1 белый король · h1 белая ладья | g6 чёрная пешка · g5 чёрная пешка · g4 чёрная пешка · g3 чёрный король · g2 белая пешка · c1 белый слон · d1 белый слон · e1 белый король · h1 белая ладья | g6 чёрная пешка · g5 чёрная пешка · g4 чёрная пешка · g3 чёрный король · g2 белая пешка · c1 белый слон · d1 белый слон · e1 белый король · h1 белая ладья | g6 чёрная пешка · g5 чёрная пешка · g4 чёрная пешка · g3 чёрный король · g2 белая пешка · c1 белый слон · d1 белый слон · e1 белый король · h1 белая ладья | g6 чёрная пешка · g5 чёрная пешка · g4 чёрная пешка · g3 чёрный король · g2 белая пешка · c1 белый слон · d1 белый слон · e1 белый король · h1 белая ладья | g6 чёрная пешка · g5 чёрная пешка · g4 чёрная пешка · g3 чёрный король · g2 белая пешка · c1 белый слон · d1 белый слон · e1 белый король · h1 белая ладья | 3 |
| 2 | g6 чёрная пешка · g5 чёрная пешка · g4 чёрная пешка · g3 чёрный король · g2 белая пешка · c1 белый слон · d1 белый слон · e1 белый король · h1 белая ладья | g6 чёрная пешка · g5 чёрная пешка · g4 чёрная пешка · g3 чёрный король · g2 белая пешка · c1 белый слон · d1 белый слон · e1 белый король · h1 белая ладья | g6 чёрная пешка · g5 чёрная пешка · g4 чёрная пешка · g3 чёрный король · g2 белая пешка · c1 белый слон · d1 белый слон · e1 белый король · h1 белая ладья | g6 чёрная пешка · g5 чёрная пешка · g4 чёрная пешка · g3 чёрный король · g2 белая пешка · c1 белый слон · d1 белый слон · e1 белый король · h1 белая ладья | g6 чёрная пешка · g5 чёрная пешка · g4 чёрная пешка · g3 чёрный король · g2 белая пешка · c1 белый слон · d1 белый слон · e1 белый король · h1 белая ладья | g6 чёрная пешка · g5 чёрная пешка · g4 чёрная пешка · g3 чёрный король · g2 белая пешка · c1 белый слон · d1 белый слон · e1 белый король · h1 белая ладья | g6 чёрная пешка · g5 чёрная пешка · g4 чёрная пешка · g3 чёрный король · g2 белая пешка · c1 белый слон · d1 белый слон · e1 белый король · h1 белая ладья | g6 чёрная пешка · g5 чёрная пешка · g4 чёрная пешка · g3 чёрный король · g2 белая пешка · c1 белый слон · d1 белый слон · e1 белый король · h1 белая ладья | 2 |
| 1 | g6 чёрная пешка · g5 чёрная пешка · g4 чёрная пешка · g3 чёрный король · g2 белая пешка · c1 белый слон · d1 белый слон · e1 белый король · h1 белая ладья | g6 чёрная пешка · g5 чёрная пешка · g4 чёрная пешка · g3 чёрный король · g2 белая пешка · c1 белый слон · d1 белый слон · e1 белый король · h1 белая ладья | g6 чёрная пешка · g5 чёрная пешка · g4 чёрная пешка · g3 чёрный король · g2 белая пешка · c1 белый слон · d1 белый слон · e1 белый король · h1 белая ладья | g6 чёрная пешка · g5 чёрная пешка · g4 чёрная пешка · g3 чёрный король · g2 белая пешка · c1 белый слон · d1 белый слон · e1 белый король · h1 белая ладья | g6 чёрная пешка · g5 чёрная пешка · g4 чёрная пешка · g3 чёрный король · g2 белая пешка · c1 белый слон · d1 белый слон · e1 белый король · h1 белая ладья | g6 чёрная пешка · g5 чёрная пешка · g4 чёрная пешка · g3 чёрный король · g2 белая пешка · c1 белый слон · d1 белый слон · e1 белый король · h1 белая ладья | g6 чёрная пешка · g5 чёрная пешка · g4 чёрная пешка · g3 чёрный король · g2 белая пешка · c1 белый слон · d1 белый слон · e1 белый король · h1 белая ладья | g6 чёрная пешка · g5 чёрная пешка · g4 чёрная пешка · g3 чёрный король · g2 белая пешка · c1 белый слон · d1 белый слон · e1 белый король · h1 белая ладья | 1 |
|   | a | b | c | d | e | f | g | h |   |

Решение: 1.0—0! Kph4 2.Kpf2 g3+ 3.Kpe1! g4 4.Лh1# 

Рокировка с последующим возвратом короля и ладьи на свои места.

## Публикации Д. Андерсона
- Adventures of my chessmen, 1914—1923.— Stroud. The chess amateur, 1924. 160с.
- Are there any?: A chess problem book.— Stroud News and Journal, 1958. 149с.
- Memorial to V. L. Eaton: a chess problem biography, 1971. 79с.